# Pisulia glabra
Pisulia glabra (лат.) — вид ручейников из семейства Pisuliidae (Limnephiloidea). Эндемик Африки. 

## Распространение
Экваториальная Африка, Демократическая Республика Конго. На высоте около 2000 м, река Bishakishaki, Kamatembe. Впервые были обнаружены на территории Parc National Albert (ныне национальный парк Вирунга) около границы с Угандой.

## Описание
Мелкие ручейники (длина тела около 5 мм). Длина переднего крыла 8 мм (заднее крыло 6,7 мм). Нижнечелюстные щупики самцов состоят из 3 члеников. Основная окраска коричневая. Грудка гладкая, брюшко матовое. Личинки детритофаги, живут в домиках из растительных остатков на дне мелких водоёмов.

## Систематика
Вид был впервые описан в 1943 году бельгийским энтомологом Жоржем Марле по материалам экспедиции зоолога Гастона-Франсуа де Витте (1933-1935) в экваториальную Африку (Бельгийское Конго). Первоначально вид был включён в состав подсемейства Lepidostomatinae в семействе Sericostomatidae. Позднее выделен в отдельное семейство Pisuliidae. Описанный в 1979 году Жоржем Марле таксон Pisulia shabae Marlier, 1979, был в 1989 году сведён в синонимы к Pisulia glabra.